# Project Power
Project Power è un film del 2020 diretto da Ariel Schulman e Henry Joost.
Il cast comprende Jamie Foxx, Joseph Gordon-Levitt e Dominique Fishback nei ruoli principali, ma anche Machine Gun Kelly, Rodrigo Santoro, Amy Landecker e Allen Maldonado.

## Trama
Nella quasi-futura New Orleans, un misterioso distributore offre una fornitura gratuita di "Power" - una pillola che concede superpoteri per cinque minuti a un gruppo di spacciatori, tra cui Newt.
Sei settimane dopo, la cugina adolescente di Newt, Robin, una spacciatrice, viene quasi derubata dai clienti in cerca di "Power". Viene salvata dall'agente della polizia di New Orleans Frank Shaver, uno dei suoi clienti abituali. Art, un uomo a caccia del distributore "Biggie", rintraccia Newt, che muore dopo una lotta per un'overdose di Potere. Frank sventa una rapina in banca da parte di un ladro potenziato dal potere, ma viene sospeso per aver usato il potere stesso. Il suo capitano rivela che il personale governativo gli sta facendo pressioni per chiudere qualsiasi indagine sul Potere, e dà a Frank un'immagine dell'uomo che sospettano essere la fonte della droga: Art.
Usando il telefono di Newt per trovare e rapire Robin, Art la costringe a portarlo al rifugio del cartello della droga. Gli sparano mentre elimina diversi uomini del cartello e scopre che i consumatori di energia in tutta New Orleans sono monitorati come soggetti di test per la droga. Art si lega a Robin mentre gli cura le ferite, e rivela che, dopo aver lasciato l'esercito, è stato reclutato da Teleios, un appaltatore privato della difesa che ha fatto esperimenti su di lui per creare superpoteri. Sua figlia Tracy, nata dopo gli esperimenti, ha esibito i suoi poteri senza mai prendere il farmaco, ed è stata rapita da Wallace, un agente di Teleios.
Art e Robin trovano Biggie che ospita una dimostrazione privata di Project Power per un potenziale acquirente nei pressi del Superdome, dove grandi gruppi di fan dei Saints stanno arrivando per una partita in casa. Biggie sostiene che il Power rappresenta "la prossima evoluzione della specie umana", con i poteri della pillola derivati dalle abilità degli animali, come la rana ghiottone o il camaleonte. Art interroga Biggie sotto la minaccia delle armi e viene a sapere di una nave, la Genesis, ma Frank interviene, avendo rintracciato altri utenti alla dimostrazione. Biggie prende una dose di Potere, costringendo Art, Robin e Frank a fuggire mentre Art uccide Biggie in un'esplosione.
Frank arresta Art e informa il suo capitano, ma Art spiega che l'epidemia di Power a New Orleans è un test di massa per stabilizzare la droga, e che Tracy è la fonte del potere della droga. Convinto Frank che il suo capitano sta effettivamente prendendo ordini da Teleios, Art si fa catturare da Teleios e si fa portare a bordo della Genesis. Frank e Robin si infiltrano nella nave, e Art convince una guardia a liberarlo. Frank e Art uccidono Wallace, mentre Robin trova Tracy e la riunisce a suo padre.
Mentre i quattro tentano di fuggire, Robin viene catturata dal dottor Gardner, il capo di Project Power, che chiede Tracy in cambio della vita di Robin. Art affronta Gardner, rivelando che il Potere gli dà le abilità di un Gambero Pistola, che usa per uccidere Gardner e i suoi uomini e salvare Robin. Usare il Potere costa ad Art la sua vita, ma Tracy lo resuscita con i suoi stessi poteri, e tutti scappano dalla nave.
Frank intende esporre Project Power alla stampa, mentre Art decide di andare avanti. Dà a Robin il suo pick-up e una borsa piena di soldi per coprire i bisogni medici di sua madre, dicendole di usare la grandezza che ha dentro di sé. Art e Tracy partono, finalmente liberi.

## Produzione
Nel mese di ottobre 2017, è stato annunciato che Netflix aveva acquistato da Mattson Tomlin lo spec script di Potenza, in seguito a una gara di offerte con diversi altri studi. Ariel Schulman e Henry Joost avrebbero diretto il film, con Eric Newman e Bryan Unkeless come produzione. A settembre 2018, Joseph Gordon-Levitt, Jamie Foxx e Dominique Fishback si sono uniti al cast del film allora senza titolo. Nell'ottobre 2018, Rodrigo Santoro, Amy Landecker, Allen Maldonado, Kyanna Simone Simpson, Andrene Ward-Hammond, Machine Gun Kelly e Casey Neistat si sono uniti al cast del film. Nel novembre 2018, Jim Klock si è unito al cast del film. Nel dicembre 2018, Courtney B. Vance si è unito al cast del film. Nel maggio 2020, è stato annunciato che il film sarà ufficialmente intitolato Project Power. Jamie Foxx è stato doppiato per l'ultima volta da Roberto Draghetti, deceduto il 24 luglio 2020, un mese prima del suo 60º compleanno.

### Riprese
La lavorazione è iniziata l'8 ottobre 2018 e si è conclusa il 22 dicembre 2018. Le riprese si sono svolte principalmente a New Orleans. Il 31 ottobre 2018, Joseph Gordon-Levitt è rimasto ferito durante le riprese mentre andava in bicicletta. L'attore ha pubblicato le riprese dell'incidente su Instagram.

## Distribuzione
Il film è stato diffuso su Netflix dal 14 agosto 2020.